# Лігнін окиснений
Лігнін окиснений (рос. лигнин окисленный; англ. oxydated lignin, oxydated lignine, нім. oxydiertes Lignin n) ― порошок (у стані постачання) темно-коричневого кольору, призначений для запобігання відкладенню мінеральних солей у трубопровідних системах транспортування і переробки нафти, є ефективним у системах і апаратах теплообміну, розподільних пристроях відстійних апаратів устаткування промислової підготовки нафти.  
Вміст основної (активної) речовини у товарному реагенті ― 40-60 %; динамічний коефіцієнт в’язкості 1 % розчину ― 2-6 мПа·с. 
Умови зберігання:  
- товарного реагенту ― під навісом, робочих розчинів при t<0 °C ― в ємностях з підігріванням;
- нетоксичний, пожежобезпечний.

Окиснений лігнін застосовують у формі водних робочих розчинів у прісній воді. Питома витрата реагенту ― 10-20 г/т; концентрація робочого розчину при використанні в апаратах устаткувань підготовки нафти ― 10-30 г/л. 
Реагент застосовують для запобігання відкладенню кальциту і гіпсу з вмістом йонів Са2+ і Mg2+ у воді до 1000 мг-екв./л; за вищих концентрацій вказаних йонів спостерігається несумісність інгібітора з промисловою водою. В процесі інгібіювання відкладень гіпсу до системи необхідно додавати соду. 